# شوناگون
شوناگون (به ژاپنی: 少納言 Shōnagon) مشاور درجه سه در دربار امپراتوری ژاپن بود. تاریخ این مقام از قرن هفتم میلادی است.